# Square Bréguet - Sabin
Pour les articles homonymes, voir Breguet et Sabin.
Ne doit pas être confondu avec un autre espace vert du quartier, le jardin Bréguet
Le square Bréguet - Sabin est un espace vert du 11e arrondissement de Paris, en France.

## Origine du nom
Il est ainsi dénommé car il est proche de la rue Bréguet et de la rue Saint-Sabin.

## Situation et accès
On y accède par le 28, boulevard Richard-Lenoir.
Le site est desservi par la ligne 5 à la station Bréguet - Sabin.

## Historique
Le canal Saint-Martin,creusé en 1826, est recouvert, en 1860, par le boulevard Richard-Lenoir, de l’avenue de la République jusqu’à la Bastille. Le square fait partie des jardins de la promenade qui parsèment le terre-plein central. Il est planté de sophoras, de pruniers et de pommiers du Japon. Il propose des jeux d'eau et des aires de jeu.
Une passerelle incurvée, placé au sud du square, offre une vue charmante sur ce jardin tout en longueur.